# Обстфельд, Морис
Морис Обстфельд (англ. Maurice Obstfeld; род. 19 марта 1952 года, Нью-Йорк) — американский экономист, специалист по проблемам мировой экономики. Профессор Калифорнийского университета в Беркли. Главный экономист Международного валютного фонда (МВФ) (2015—2018).

## Биография
Бакалавр (1973) Пенсильванского университета; магистр (1975) Кембриджского университета (Королевский колледж); доктор философии (1979) Массачусетского технологического института. Преподавал в Колумбийском (1981—1986; профессор с 1985), Пенсильванском (1986—1989) и Калифорнийском (Беркли; с 1989) университетах. Директор Центра международных исследований и исследований экономического развития (CIDER), член центра исследований экономической политики (CEPR).
Входил в состав Совета экономических консультантов при президенте США Бараке Обаме. Консультировал правительства и центральные банки и различных стран мира.
C 8 сентября 2015 года по 31 декабря 2018 главный экономист и руководитель аналитического отдела МВФ.
Соавтор двух фундаментальных учебников по мировой экономике, также ему принадлежат более 100 научных статей о валютных курсах, финансовых кризисах, рынках капитала и денежно-кредитной политике. Предложил «второе поколение» моделей валютного кризиса.
Лауреат премии Бернарда Хармса (2004).

## Основные произведения
- «Международная экономика: теория и политика» (International Economics: Theory and Policy, 1988, в соавторстве с П. Кругманом);
- Обстфельд М., Рогофф К. Основы международной макроэкономики = Foundations of International Macroeconomics (1996) — Издательский дом «Дело» РАНХиГС, 2015. — ISBN 978-5-7749-0868-4
- «Макроэкономика открытой экономики: развитие в теории и политике» (Open-Economy Macroeconomics: Developments in Theory and Policy, 1998);
- «Международная макроэкономика: вне модели Манделла-Флеминга» (International Macroeconomics: Beyond the Mundell-Fleming Model, 2001).